# RGS5
RGS5‏ (Regulator of G protein signaling 5) هوَ بروتين يُشَفر بواسطة جين RGS5 في الإنسان.